# Калбатауський сільський округ
Калбата́уський сільський округ (каз. Қалбатау ауылдық округі, рос. Калбатауский сельский округ) — адміністративна одиниця у складі Жарминського району Абайської області Казахстану. Адміністративний центр — село Калбатау.
Населення — 11306 осіб (2021; 10871 у 2009, 12685 у 1999, 14046 у 1989).
Станом на 1989 рік існувало Георгієвська сільська рада (села Бурлиагаш, Васильковка, Георгієвка, Корукчар, Ортабулак, Орумбай), село Жинішке перебувало у складі Новоріченської сільської ради. Село Корукшар було ліквідовано 2007 року, села Бурлиагаш, Женішке — 2013 року. Станом на 1999 рік до складу округу входило село Жанаозен, який як село Новоріченськ разом із селом Жинішке перебував у складі колишньої Новоріченської сільської ради, однак 2017 року він, разом з ліквідованим селом Жинішке, був переданий до складу Акжальського сільського округу. До 2009 року округ називався Георгієвським.

## Склад
До складу округу входять такі населені пункти:
| Населений пункт   | Старі назви         | Населення, осіб (1989) | Населення, осіб (1999) | Населення, осіб (2009) | Населення, осіб (2021) |
| ----------------- | ------------------- | ---------------------- | ---------------------- | ---------------------- | ---------------------- |
| Батир-Капай, село | Васильковка         | 474                    | 405                    | 455                    | 453                    |
| Калбатау, село    | Георгієвка          | 12585                  | 11809                  | 10214                  | 10753                  |
| --Бурлиагаш, село | -                   | 174                    | 111                    | 68                     | 4                      |
| --Мекен-1         | -                   | -                      | -                      | -                      | 6                      |
| Корукшар, село    | Корукчар, Корук-Шар | 391                    | 177                    | -                      | -                      |
| Ортабулак, село   | Орта-Булак          | 358                    | 183                    | 134                    | 90                     |
| Орумбай, село     | -                   | 64                     | -                      | -                      | -                      |